# Kretensiske Hav
Det Kretensiske Hav ( græsk: Κρητικό Πέλαγος , Kritiko Pelagos ) eller Kretahavet, er udgøres af den sydlige del af Det Ægæiske Hav. Havet strækker sig nord for øen Kreta, øst for øerne Kythera og Antikythera, syd for Kykladerne og vest for Dodekaneserne på Rhodos, Karpathos og Kassos. Mod vest er afgrænses det af Det Ioniske Hav. Mod nordvest ligger Myrtoanhavet, en del af Middelhavet, der ligger mellem Kykladerne og Peloponnes. Mod øst-sydøst er resten af Middelhavet, undertiden kaldt Levantinhavet. Mod syd, på den modsatte side af øen Kreta, begynder det Libyske hav.
Lige ved kysten af det nordøstlige Kreta når havet en maksimal dybde på 3.294 meter.  Andre kilder (kort) viser en maksimal dybde på 2.591 m.

## Havnebyer og byer
- Kastelli-Kissamos, sydvest
- Chania, sydvest
- Souda, syd-sydvest
- Rethymno, syd
- Heraklio, syd
- Agios Nikolaos, sydøst
- Sitia, sydøst
- Kassos (Fry), sydøst
- Anafi, nordøst
- Santorini

## Bugter
- Chania-bugten, syd
- Souda-bugten, sydøst
- Almyros-bugten, syd
- Mirabello-bugten, sydøst